# NGC 3408
NGC 3408 este o radiogalaxie situată în constelația Ursa Mare. A fost descoperită în 8 aprilie 1793 de către William Herschel. Se află la o distanță de 138 de megaparseci de Pământ.